# Seraumont
Seraumont – miejscowość i gmina we Francji, w regionie Grand Est, w departamencie Wogezy.
Według danych na rok 1990 gminę zamieszkiwało 39 osób, a gęstość zaludnienia wynosiła 4 osoby/km² (wśród 2335 gmin Lotaryngii Seraumont plasuje się na 1006. miejscu pod względem liczby ludności, natomiast pod względem powierzchni na miejscu 617.).